# Pièce de 2 euros
La pièce de 2 euros est la huitième pièce (par ordre de valeur croissante) en euro en circulation et celle dont la valeur est la plus haute. Elle est émise par les pays de la zone euro et par les pays ayant établi des accords avec les autorités européennes (Andorre, Monaco, Saint-Marin et le Vatican), soit actuellement par 24 pays. Émise à partir de 1999, elle est en circulation depuis 2002 dans les pays ayant adopté l'euro. Elle est la seule pièce qui peut être utilisée comme pièce commémorative.
Au 1er janvier 2025, il y avait 7 744 257 597 pièces de 2 euros en circulation au sein de la zone euro, pour une valeur totale de 15 488 515 194 €.

## Spécifications techniques
La pièce est bimétallique. Son cœur est formé de 3 couches : laiton de nickel (à 5 % en nickel) / nickel / laiton de nickel (à 5 % en nickel). L'anneau est composé de cupronickel (nickel (25 %) et cuivre (75 %)). Le nickelage protège la pièce de la corrosion et lui apporte des caractéristiques électriques et magnétiques précises (afin d'être reconnaissables par les systèmes de paiement publics) mais l'élément nickel est sous forme de sandwich ou d'alliage pour réduire son allergénicité.
Elle a un diamètre de 25,75 mm, une épaisseur de 2,20 mm et une masse de 8,5 g.
La pièce est émise avec un revers commun à tous les pays émettant des pièces en euro et un avers national choisi par le pays émetteur selon les spécifications définies par les autorités européennes. La pièce est frappée en frappe médaille, ce qui signifie que les deux faces de la pièce apparaissent dans le même sens si on la fait pivoter sur son axe vertical. La tranche est finement striée sur tout le pourtour. À la différence des autres pièces d'euros, sa tranche n'est pas identique pour tous les pays : elle présente une inscription différente selon les pays d'émission.

### Tranches

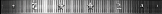
Tranche de la pièce de 2 euros, par exemple dans le cas français.

La tranche de la pièce de 2 euros est finement striée avec présence d'inscriptions différentes pour chaque pays émetteur.
Exemples d'inscriptions :
- Nom du pays (Slovénie, Slovaquie et al.) ;
- Devise du pays (Allemagne, Pays-Bas, etc.) ;
- 2 suivi d'une ou de deux étoiles, alternativement à l'endroit et à l'envers (2*:France, Belgique ; 1*:Italie) ;
- 2 EURO suivi de trois étoiles, alternativement à l'endroit et à l'envers (Autriche).

Sur les pièces françaises, belges et espagnoles notamment, une des étoiles est différente, n'étant pas totalement évidée.
L'inscription peut apparaître identique en retournant la pièce (Malte, Estonie). Dans le cas contraire, on a pour les collectionneurs une variante (type A ou B selon l'aspect de la tranche quand la face nationale est au-dessus).
Les pièces commémoratives ont les mêmes inscriptions que les autres, sauf dans le cas de la Finlande.

## Description des pièces

### Revers: faces communes
| 1999-2007 | Zone euro, Carte de l'Europe des 15 | Zone euro, Carte de l'Europe des 15 |
| 1999-2007 | La valeur nominale 2 EURO dont le mot EURO est superposé à une carte de l'Union européenne, à droite, montrant les 15 premiers États-membres, symbolisant l'union de nations. La carte est posée sur 6 lignes verticales sur lesquelles sont apposées une étoile, en haut et en bas de chaque ligne. |                                     |
| 1999-2007 | Graveur : Luc Luycx |                                     |

| 2007- | Zone euro, Carte du continent européen | Zone euro, Carte du continent européen |
| 2007- | La valeur nominale 2 EURO dont le mot EURO est superposé à une carte du continent européen sans aucune frontière. La carte est posée sur 6 lignes verticales sur lesquelles sont apposées une étoile, en haut et en bas de chaque ligne. À la suite de l'élargissement de l'Union européenne en 2004 et l'adoption de l'euro par la Slovénie en 2007, la face commune qui représentait l'Europe des 15 fut revue, sur décision du Conseil des ministres de l'Union européenne de 2005, pour y faire figurer tous les pays d'Europe et éviter de devoir changer la carte à chaque élargissement. Les pays doivent adopter le nouveau revers, au plus tard en 2008. Tous les pays utilisant déjà l'euro adoptent le nouveau revers dès 2007, à l'exception de l'Autriche, l'Italie, le Portugal, Saint-Marin et le Vatican, qui l'adoptent en 2008. |                                        |
| 2007- | Graveur : Luc Luycx |                                        |

### Avers: faces nationales (courantes)
| 2002- | Allemagne, Aigle héraldique | Allemagne, Aigle héraldique |
| 2002- | L'aigle héraldique, symbole de l'Allemagne, également présente sur les armoiries du pays, au-dessus du millésime. Le tout est entouré des 12 étoiles du drapeau européen sur l'anneau externe, sur un fond légèrement strié horizontalement. Tranche : (Unité et droit et liberté) |                             |
| 2002- | Graveur : Heinz Hoyer Sneschana Russewa-Hoyer |                             |

| 2014- | Andorre, Armoiries de l'Andorre | Andorre, Armoiries de l'Andorre |
| 2014- | Les Armoiries de l'Andorre. Avec dans la partie inférieure la devise d'Andorre : VIRTVS VNITA FORTIOR (La vertu unie est plus forte). À droite, la mention du pays émetteur ANDORRA, en vertical, et le millésime. Le tout est entouré des 12 étoiles du drapeau européen sur l'anneau externe. Tranche : |                                 |
| 2014- | Graveur : Jordi Puy Segura |                                 |

| 2002- | Autriche, Bertha von Suttner | Autriche, Bertha von Suttner |
| 2002- | Le buste de la pacifiste autrichienne Bertha von Suttner (1843-1914), prix Nobel de la paix en 1905, tourné légèrement vers la gauche. À gauche est reprise la valeur nominale, en deux lignes, 2 EURO, au-dessus du drapeau autrichien, représenté selon les conventions héraldiques (hachures verticales pour le rouge, aucune hachure pour le blanc). À droite, le millésime. Le tout est entouré des 12 étoiles du drapeau européen sur l'anneau externe. Tranche : |                              |
| 2002- | Graveur : Josef Kaiser |                              |

| 1999-2007 | Belgique, Roi Albert II, 1er type | Belgique, Roi Albert II, 1er type |
| 1999-2007 | L'effigie d'Albert II (1934- ), Roi des Belges, tournée vers la gauche et entourée des 12 étoiles du drapeau européen sur l'anneau. Les étoiles sont interrompues, à droite, par le monogramme royal d'Albert II et par le millésime. Tranche : |                                   |
| 1999-2007 | Graveur : Jan Alfons Keustermans |                                   |

| 2008 | Belgique, Roi Albert II, 2e type | Belgique, Roi Albert II, 2e type |
| 2008 | L'effigie d'Albert II (1934- ), Roi des Belges, tournée vers la gauche. À droite, le monogramme royal d'Albert II au-dessus des lettres BE représentant le pays émetteur. Sous l'effigie, le millésime. Le tout est entouré des 12 étoiles du drapeau européen sur l'anneau externe. Tranche : La Belgique se met en conformité avec les nouvelles règles européennes pour l'émission de pièces en euro, ajoutant la mention du pays et déplaçant le monogramme et le millésime pour ne pas interrompre le cercle d'étoiles. L'effigie du roi Albert II est légèrement retouchée. |                                  |
| 2008 | Graveur : Jan Alfons Keustermans |                                  |

| 2009-2013 | Belgique, Roi Albert II, 3e type | Belgique, Roi Albert II, 3e type |
| 2009-2013 | L'effigie d'Albert II (1934- ), roi des Belges, tournée vers la gauche. À droite, le monogramme royal d'Albert II au-dessus des lettres BE représentant le pays émetteur. Sous l'effigie, le millésime. Le tout est entouré des 12 étoiles du drapeau européen sur l'anneau externe. Tranche : L'effigie du roi Albert II est modifiée à nouveau pour reprendre son apparence d'origine, en raison de la réglementation européenne ne l'autorisant pas à modifier l'effigie du roi. |                                  |
| 2009-2013 | Graveur : Jan Alfons Keustermans |                                  |

| 2014- | Belgique, Roi Philippe | Belgique, Roi Philippe |
| 2014- | L'effigie de Philippe (1960- ), Roi des Belges, tournée vers la droite. À gauche, le monogramme royal de Philippe au-dessus des lettres BE représentant le pays émetteur. Sous l'effigie, le millésime. Le tout est entouré des 12 étoiles du drapeau européen sur l'anneau externe. Tranche : L'effigie du roi Philippe remplace celle de son père à la suite de l'accession au trône de Philippe, le 21 juillet 2013. |                        |
| 2014- | Graveur : Luc Luycx |                        |

| 2008- | Chypre, Idole de Pomos | Chypre, Idole de Pomos |
| 2008- | L'Idole de Pomos, sculpture en forme de croix datant de la préhistoire et trouvée près du village de Pomos, entouré de chaque côté de la mention du nom du pays émetteur en grec KYΠPOΣ et en turc KIBRIS. En bas, à droite, le millésime. Le tout est entouré des 12 étoiles du drapeau européen sur l'anneau externe. Tranche : |                        |
| 2008- | Graveur : Tatiana Soteropoulos et Erik Maell |                        |

| 2023- | Croatie, Carte de la Croatie | Croatie, Carte de la Croatie |
| 2023- | La carte de la Croatie avec le damier croate à l’arrière-plan et la mention du pays émetteur HRVATSKA. Le tout est entouré des 12 étoiles du drapeau européen sur l'anneau extérieur. Tranche : (Ô belle Ô chèrie Ô douce liberté) |                              |
| 2023- | Graveur : Ivan Šivak |                              |

| 1999-2009 | Espagne, Roi Juan Carlos Ier, 1er type | Espagne, Roi Juan Carlos Ier, 1er type |
| 1999-2009 | Le buste de Juan Carlos Ier (1938- ), roi d'Espagne, tourné légèrement vers la gauche. À gauche, la mention du pays émetteur ESPAÑA en creux. Le tout est entouré des 12 étoiles du drapeau européen, dont 4 sont en creux et 8 en relief, entre lesquelles est apposé le millésime en 2 parties, sur l'anneau extérieur. Tranche : |                                        |
| 1999-2009 | Graveur : Luis José Díaz |                                        |

| 2010-2014 | Espagne, Roi Juan Carlos Ier, 2e type | Espagne, Roi Juan Carlos Ier, 2e type |
| 2010-2014 | Le buste de Juan Carlos Ier (1938- ), roi d'Espagne, tourné légèrement vers la gauche. À gauche, la mention du pays émetteur ESPAÑA en relief. À gauche, au niveau du menton du roi, apparaît le millésime. Le tout est entouré des 12 étoiles du drapeau européen, sur l'anneau extérieur. Tranche : L'Espagne se met en conformité avec les nouvelles règles européennes pour l'émission de pièces en euro, en présentant désormais l'ensemble des étoiles de la même façon (en relief) et en déplaçant le millésime. |                                       |
| 2010-2014 | Graveur : Luis José Díaz |                                       |

| 2015- | Espagne, Roi Felipe VI | Espagne, Roi Felipe VI |
| 2015- | L'effigie de Felipe VI (1968- ), roi d'Espagne, tourné vers la gauche. À gauche, la mention du pays émetteur ESPAÑA suivie du millésime. Le tout est entouré des 12 étoiles du drapeau européen, sur l'anneau extérieur. Tranche : L'effigie du roi Felipe VI remplace celle de son père à la suite de l'accession au trône de Felipe, le 19 juin 2014. |                        |
| 2015- | Graveur : |                        |

| 2011- | Estonie, Carte de l'Estonie | Estonie, Carte de l'Estonie |
| 2011- | La carte de l'Estonie en relief au-dessus de la mention du pays émetteur EESTI et en dessous du millésime. Le tout est entouré des 12 étoiles du drapeau européen sur l'anneau extérieur. Tranche : (Estonie) |                             |
| 2011- | Graveur : Lembit Lõhmus |                             |

| 1999-2006 | Finlande, Baie et fleurs de lakka, 1er type | Finlande, Baie et fleurs de lakka, 1er type |
| 1999-2006 | Une baie et des fleurs de lakka (ou mûre des marais). En dessous, le millésime. Le tout est entouré des 12 étoiles du drapeau européen sur l'anneau extérieur. Aucune indication du pays émetteur. Tranche : (Finlande dans les 2 langues nationales) |                                             |
| 1999-2006 | Graveur : Raimo Heino |                                             |

| 2007- | Finlande, Baie et fleurs de lakka, 2e type | Finlande, Baie et fleurs de lakka, 2e type |
| 2007- | Une baie et des fleurs de lakka (ou mûre des marais). En dessous, le millésime. À droite, la mention du pays émetteur représenté par les lettres FI. Le tout est entouré des 12 étoiles du drapeau européen sur l'anneau extérieur. Tranche : (Finlande dans les 2 langues nationales) |                                            |
| 2007- | Graveur : Raimo Heino |                                            |

| 1999-2021 | France, Arbre | France, Arbre |
| 1999-2021 | Un arbre stylisé dans un hexagone, représentant la France, entouré par la devise de la France LIBERTÉ ÉGALITÉ FRATERNITÉ. Le tout est entouré des 12 étoiles du drapeau européen, sur l'anneau extérieur, sur un entrecroisement de lignes, entre lesquelles est indiqué le millésime en 2 parties. Tranche : — Une des étoiles de la tranche (pas toujours la même) n'est pas complètement évidée et contient une plus petite étoile. |               |
| 1999-2021 | Graveur : Joaquin Jimenez |               |

| 2022- | France, 2ème arbre de vie | France, 2ème arbre de vie |
| 2022- | La pièce est constituée de la devise française, d'hexagones montants, les étoiles du drapeau européen, des lignes de force, de la corne d'abondance en bas, à côté du millésime, des initiales RF de la France et celles de Joaquim Jimenez et des feuilles de chêne et d'olivier. Tranche : |                           |
| 2022- | Graveur : Joaquin Jimenez |                           |

| 2002- | Grèce, Enlèvement d'Europe | Grèce, Enlèvement d'Europe |
| 2002- | L'enlèvement d'Europe par Zeus, métamorphosé en taureau, selon une mosaïque de Sparte. En haut, à gauche, la légende ΕΥΡΩΠΗ (Europe). En dessous, la valeur nominale en grec, 2 ΕΥΡΩ. Le tout est entouré des 12 étoiles du drapeau européen, entre lesquels est indiqué le millésime en deux parties, sur l'anneau extérieur. Tranche : (République hellénique) |                            |
| 2002- | Graveur : Georgios Stamatopoulos |                            |

| 2002- | Irlande, Harpe | Irlande, Harpe |
| 2002- | La harpe gaélique de Brian Boru, symbole de l'Irlande et présente sur les armoiries du pays, entourée à gauche de la mention du pays émetteur éıʀe et, à droite, du millésime. Le tout est entouré des 12 étoiles du drapeau européen, sur l'anneau extérieur. Tranche : |                |
| 2002- | Graveur : Jarlath Hayes |                |

| 2002- | Italie, Dante Alighieri | Italie, Dante Alighieri |
| 2002- | L'effigie de l'homme de lettres et homme politique florentin Dante Alighieri, d'après Raphaël, extrait de la fresque La Dispute du Saint-Sacrement. À gauche, la mention du pays émetteur représenté par les lettres R et I (pour Repubblica italiana) superposées, avec juste en dessous le millésime. Le tout est entouré des 12 étoiles du drapeau européen, sur l'anneau extérieur. Tranche : |                         |
| 2002- | Graveur : Maria Carmela Colaneri |                         |

| 2014- | Lettonie, Jeune Lettone | Lettonie, Jeune Lettone |
| 2014- | L'effigie d'une jeune Lettone, appelée Milda, telle qu'elle apparaissait sur les pièces de 5 lats de 1929, tournée vers la droite et entourée de la mention du pays émetteur LATVIJAS REPUBLIKA. À gauche, le millésime. Le tout est entouré des 12 étoiles du drapeau européen, sur l'anneau extérieur. Tranche : (Que Dieu bénisse la Lettonie) |                         |
| 2014- | Graveur : Guntars Sietiņš |                         |

| 2015- | Lituanie, Vytis | Lituanie, Vytis |
| 2015- | Le chevalier Vytis, tel que présent sur les armoiries de la Lituanie, brandissant une épée dans la main droite et se protégeant avec un bouclier orné d'une double croix au bras gauche. Le cheval se cabre. En bas, la mention du pays émetteur LIETUVA. En haut à droite, le millésime. Le tout est entouré des 12 étoiles du drapeau européen sur l'anneau extérieur dont le fond est strié verticalement. Tranche : (Liberté, unité, bien-être) |                 |
| 2015- | Graveur : Antanas Žukauskas |                 |

| 2002- | Luxembourg, Grand-Duc Henri | Luxembourg, Grand-Duc Henri |
| 2002- | L'effigie stylisée d'Henri (1955- ), Grand-Duc de Luxembourg, tournée vers la droite et dont la partie arrière est cachée par le millésime et la mention du pays émetteur LËTZEBUERG. Le tout des 12 étoiles du drapeau européen, dont cinq sont en creux. Tranche : |                             |
| 2002- | Graveur : Yvette Gastauer-Claire |                             |

| 2008- | Malte, Croix de Malte | Malte, Croix de Malte |
| 2008- | La Croix de Malte sur un fond strié verticalement. En haut, entre les branches de la croix, la mention du pays émetteur MALTA et, en bas, le millésime. Le tout est entouré des 12 étoiles du drapeau européen sur l'anneau extérieur. Tranche : |                       |
| 2008- | Graveur : Noel Galea Bason |                       |

| 2001-2004 | Monaco, Prince Rainier III | Monaco, Prince Rainier III |
| 2001-2004 | L'effigie de Rainier III (1923-2005), prince de Monaco, tournée vers la droite. Sur l'anneau extérieur, la mention du pays émetteur MONACO, en haut, le millésime en bas et les 12 étoiles du drapeau européen rassemblées en deux groupes de 6 étoiles. Tranche : |                            |
| 2001-2004 | Graveur : Henri Thiebaud |                            |

| 2006- | Monaco, Prince Albert II | Monaco, Prince Albert II |
| 2006- | L'effigie d'Albert II (1958- ), prince de Monaco, tournée vers la droite. En haut, la mention du pays émetteur MONACO. En bas, le millésime. Le tout est entouré des 12 étoiles du drapeau européen sur l'anneau extérieur. Tranche : — Une des étoiles de la tranche (pas toujours la même) n'est pas complètement évidée et contient une plus petite étoile. L'effigie d'Albert II remplace l'effigie de son père à la suite de son accession au trône à la mort du prince Rainier III le 6 avril 2005. |                          |
| 2006- | Graveur : |                          |

| 1999-2013 | Pays-Bas, Reine Beatrix | Pays-Bas, Reine Beatrix |
| 1999-2013 | L'effigie stylisée de Beatrix (1938- ), reine des Pays-Bas, tournée vers la gauche et dont la partie arrière est cachée par la légende BEATRIX KONINGIN DER NEDERLANDEN (Beatrix Reine des Pays-Bas), apposée verticalement en 3 lignes. Le millésime est indiqué horizontalement sous le prénom de la reine. Les 12 étoiles du drapeau européen sont apposées sur la moitié gauche de l'anneau extérieur. Tranche : (Que Dieu soit avec nous) |                         |
| 1999-2013 | Graveur : Bruno Ninaber van Eyben |                         |

| 2014- | Pays-Bas, Roi Willem-Alexander | Pays-Bas, Roi Willem-Alexander |
| 2014- | L'effigie de Willem-Alexander (1967- ), roi des Pays-Bas, tournée vers la droite. À droite, un triple double bandeau traverse verticalement la pièce avec, le millésime et, en deux lignes, la légende Willem-Alexander Koning der Nederlanden (Willem-Alexander Roi des Pays-Bas). Le tout est entouré des 12 étoiles du drapeau européen sur l'anneau extérieur. Tranche : (Que Dieu soit avec nous) À la suite de l'accession au trône de Willem-Alexander le 30 avril 2013, son effigie remplace celle de sa mère. |                                |
| 2014- | Graveur : Erwin Olaf |                                |

| 2002- | Portugal, Sceau royal de 1144 | Portugal, Sceau royal de 1144 |
| 2002- | Le sceau du roi Alphonse Ier, datant de 1144, entouré, en haut, de sept châteaux et, en bas, de cinq écussons comprenant chacun 5 points. Les châteaux et les écussons étant extraits des armoiries du Portugal. Entourant chaque château, les lettres formant le nom du pays émetteur PORTUGAL. Entre chaque écusson, les chiffres formant le millésime. Le tout est entouré des 12 étoiles du drapeau européen en creux sur l'anneau extérieur. Tranche : |                               |
| 2002- | Graveur : Vitor Manuel Fernandes dos Santos |                               |

| 2002-2016 | Saint-Marin, Palais public | Saint-Marin, Palais public |
| 2002-2016 | Le Palais public de Saint-Marin, hôtel de ville et siège du gouvernement de Saint-Marin. Autour en arc de cercle, la mention du pays émetteur SAN MARINO, à droite, et le millésime, à gauche. Le tout est entouré des 12 étoiles du drapeau européen sur l'anneau extérieur. Tranche : |                            |
| 2002-2016 | Graveur : Frantisek Chochola |                            |

| 2017- | Saint-Marin, Saint Marin et les trois tours de Saint-Marin | Saint-Marin, Saint Marin et les trois tours de Saint-Marin |
| 2017- | Une représentation de Saint Marin présentant dans ses mains les trois tours de Saint-Marin , d'après l'œuvre de Giovan Battista Urbinelli, entourée, en arc de cercle, à haut à droite, de la mention du pays émetteur SAN MARINO et, en bas à droite, du millésime. Le tout est entouré des 12 étoiles du drapeau européen sur l'anneau extérieur. En 2017, Saint-Marin a modifié l'ensemble des faces nationales de ses pièces, quinze ans après l'introduction de l'euro dans le pays. Tranche : |                                                            |
| 2017- | Graveur : Silvia Petrassi |                                                            |

| 2009- | Slovaquie, Double croix | Slovaquie, Double croix |
| 2009- | Une Croix de Lorraine est posée sur le sommet le plus élevé d'un ensemble de trois collines, similaires aux armoiries de la Slovaquie, devant un fond de rochers stylisés. À droite, le nom du pays émetteur SLOVENSKO. À gauche, le millésime. Le tout est entouré des 12 étoiles du drapeau européen sur l'anneau extérieur. Tranche : (République slovaque) |                         |
| 2009- | Graveur : Ivan Řehák |                         |

| 2007- | Slovénie, France Prešeren | Slovénie, France Prešeren |
| 2007- | Le profil du poète slovène France Prešeren (1800-1849), tourné vers la gauche, au-dessus du vers Shivé naj vsi naródi (Que Dieu bénisse toutes les nations), écrit en lettres manuscrites et extrait du poème Zdravljica, qui sert d'hymne national. En bas, à gauche, le nom du poète FRANCE PREŠEREN. Le tout est entouré des 12 étoiles du drapeau européen entre lesquelles sont disposées les lettres du nom du pays émetteur SLOVENIJA et le millésime en 2 lignes. Tranche : (Slovénie) |                           |
| 2007- | Graveur : Miljenko Licul (sl), Maja Licul et Janez Boljka (sl) |                           |

| 2002-2005 | Vatican, Pape Jean-Paul II | Vatican, Pape Jean-Paul II |
| 2002-2005 | L'effigie du pape Jean-Paul II (1920-2005), portant une calotte, tournée vers la gauche. Le tout est entouré, sur l'anneau extérieur, de la mention du pays émetteur CITTÀ DEL VATICANO, en bas, suivie du millésime, et des 12 étoiles du drapeau européen, sur la partie supérieure. Tranche : |                            |
| 2002-2005 | Graveur : Uliana Pernazza |                            |

| 2005 | Vatican, Sede vacante | Vatican, Sede vacante |
| 2005 | Les armoiries d'Eduardo Martínez Somalo, Camerlingue de la Sainte Église romaine, sous l'emblème de la Chambre apostolique, entourées de la légende •SEDE•VACANTE•MMV• (Siège vacant 2005). Le tout est entouré, sur l'anneau extérieur, de la mention du pays émetteur CITTÀ DEL VATICANO, en bas et des 12 étoiles du drapeau européen, en haut. Tranche : À la suite du décès du pape Jean-Paul II, le 2 avril 2005, le Siège pontifical est resté vacant jusqu'à l'élection du pape Benoît XVI, le 19 avril 2005. Pendant cette période, la Chambre apostolique est placée sous la responsabilité du Camerlingue, le cardinal Eduardo Martínez Somalo. Par tradition, les pièces portent ses armoiries pour marquer la vacance du Siège apostolique. |                       |
| 2005 | Graveur : Maria Carmela Colaneri |                       |

| 2006-2013 | Vatican, Pape Benoît XVI | Vatican, Pape Benoît XVI |
| 2006-2013 | L'effigie du pape Benoît XVI (1927-2022), portant une calotte, légèrement tournée vers la droite et entourée de la mention du pays émetteur CITTÀ DEL VATICANO. À droite, le millésime. Le tout est entouré des 12 étoiles du drapeau européen, sur l'anneau extérieur. Tranche : Élu pape sous le nom de Benoît XVI, le 19 avril 2005, l'effigie de Joseph Ratzinger apparaît sur les pièces du Vatican à partir de 2006. |                          |
| 2006-2013 | Graveur : Luciana De Simoni |                          |

| 2014-2016 | Vatican, Pape François - Effigie | Vatican, Pape François - Effigie |
| 2014-2016 | L'effigie du pape François, portant une calotte est entouré de la mention du pays émetteur CITTÀ DEL VATICANO. À droite, le millésime. Le tout est entouré des 12 étoiles du drapeau européen, sur l'anneau extérieur. Tranche : Élu pape sous le nom de François (1936- ), le 13 mars 2013, l'effigie de Jorge Bergoglio remplace celle de Benoît XVI sur les pièces du Vatican à partir de 2014. |                                  |
| 2014-2016 | Graveur : Patrizio Daniele (dessin) et Maria Carmela Colaneri (gravure) |                                  |

| 2017-2025 | Vatican, Pape François - Armoiries | Vatican, Pape François - Armoiries |
| 2017-2025 | Les armoiries du pape François entourées de la mention du pays émetteur CITTÀ DEL, à gauche, et VATICANO, à droite. En bas, à droite, le millésime. Le tout est entouré des 12 étoiles du drapeau européen, sur l'anneau extérieur. Tranche : |                                    |
| 2017-2025 | Graveur : Claudia Momoni |                                    |

### Faces nationales des pièces commémoratives de2 euros

La première pièce commémorative émise par la Grèce en mars 2004

Les pièces commémoratives de 2 euros sont destinées à commémorer un événement historique ou célébrer un événement actuel important. Elles ont les mêmes caractéristiques que les autres pièces de 2 euros.
Les pièces commémoratives portent le revers commun des pièces de 2 € et un avers différent de la face nationale habituelle. Ces pièces ont cours légal dans toute la zone euro, et peuvent être utilisées comme n'importe quelle autre pièce de 2 euros. Cependant, du fait de leur rareté, elles sont prisées par les collectionneurs.
Une seule pièce commémorative par pays et par année a pu être émise entre 2004 et 2011. À partir de 2012, deux pièces peuvent être émises par an. En plus de ces pièces, une pièce commémorative commune peut s'ajouter pour commémorer un événement qui touche l'ensemble de l'Union européenne.

## Pièces en circulation
Au 1er janvier 2025, il y avait 7 744 257 597 pièces de 2 euros en circulation au sein de la zone euro, pour une valeur totale de 15 488 515 194 €.
La Banque centrale européenne contrôle constamment la circulation et le stock de pièces et de billets en euro. C'est une tâche effectuée par l'Eurosystème (c’est-à-dire la Banque centrale européenne (BCE) et les vingt banques centrales nationales (BCN) de la zone euro) pour assurer un approvisionnement efficace et sans heurts de l'euro et pour en maintenir l'intégrité.
La BCE fournit chaque mois des statistiques sur le nombre de pièces de monnaie en circulation.
Il s’agit d’un nombre net, à savoir du nombre de pièces émises, diminué de la somme des pièces retirées ou rentrées et des pièces en dépôt dans les banques nationales de la zone euro.
Les chiffres fournis sont les suivants :
| Année | Quantité      | Valeur        | Année | Quantité      | Valeur         | Année | Quantité      | Valeur         |
| ----- | ------------- | ------------- | ----- | ------------- | -------------- | ----- | ------------- | -------------- |
| *     | 2 360 809 150 | 4 721 618 300 | 2008  | 4 033 386 140 | 8 066 772 280  | 2015  | 5 569 195 249 | 11 138 390 498 |
| 2002  | 2 474 396 550 | 4 948 793 100 | 2009  | 4 264 421 937 | 8 528 843 874  | 2016  | 5 815 072 414 | 11 630 144 828 |
| 2003  | 2 815 486 749 | 5 630 973 498 | 2010  | 4 521 437 199 | 9 042 874 398  | 2017  | 6 079 754 492 | 12 159 508 984 |
| 2004  | 3 052 496 967 | 6 104 993 934 | 2011  | 4 742 257 480 | 9 484 514 960  | 2018  | 6 334 216 672 | 12 668 433 344 |
| 2005  | 3 298 625 136 | 6 597 250 272 | 2012  | 4 933 117 486 | 9 866 234 972  | 2019  | 6 592 142 897 | 13 184 285 794 |
| 2006  | 3 516 341 511 | 7 032 683 022 | 2013  | 5 094 414 634 | 10 188 829 268 | 2020  | 6 689 019 294 | 13 378 038 588 |
| 2007  | 3 810 626 253 | 7 621 252 506 | 2014  | 5 289 940 872 | 10 579 881 744 |       |               |                |

* : au lancement de l'euro fiduciaire (1er janvier 2002).
La publication des statistiques les plus significatives du nombre de pièces en circulation relevées chaque année est celle du 31 décembre, ce nombre étant le plus élevé de l'année.
Les statistiques pour chaque valeur sont disponibles à la page générale des pièces de monnaie en euro.

## Coût de production
En 2017, la Monnaie royale de Belgique estimait le coût de production d'une pièce de 2 euros à 18,566 centimes.

## Pièces similaires
Des pays en dehors de l'Union européenne émettent des pièces aux spécificités techniques similaires. Ces pièces sont acceptées par certaines machines automatiques.
- la pièce de 1 livre turque[42] ;
- la pièce de 10 baht thaïlandaise[43] ;
- la pièce de 50 qepik azerbaïdjanaise[44] ;
- la pièce de 10 pesos philippine ;
- la pièce de 1 livre égyptienne ;
- la pièce de 5 pesos mexicaine ;
- la pièce de 500 rials iranienne.

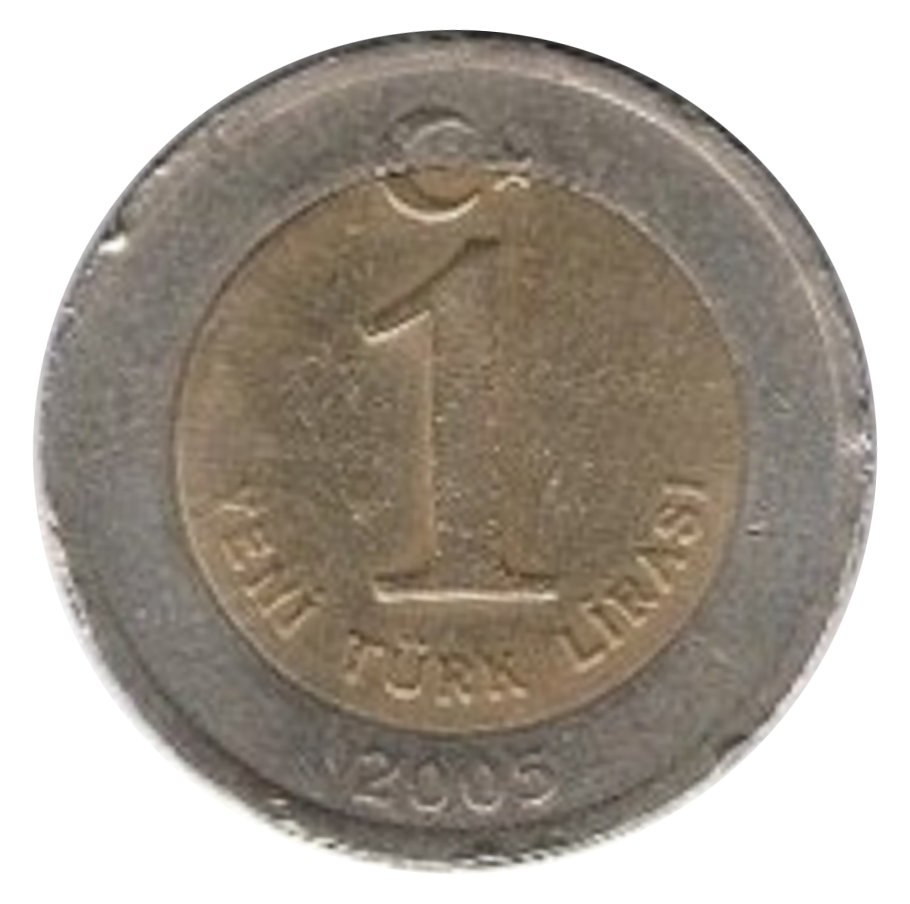
1 livre turque, revers.
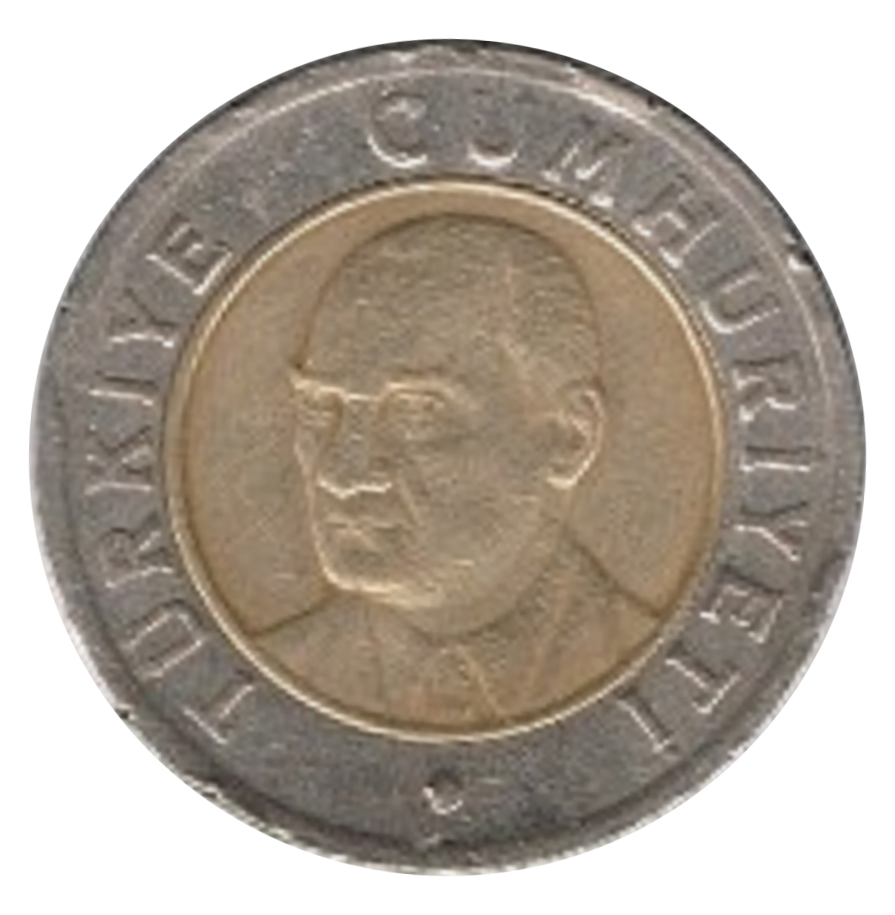
1 livre turque, avers.
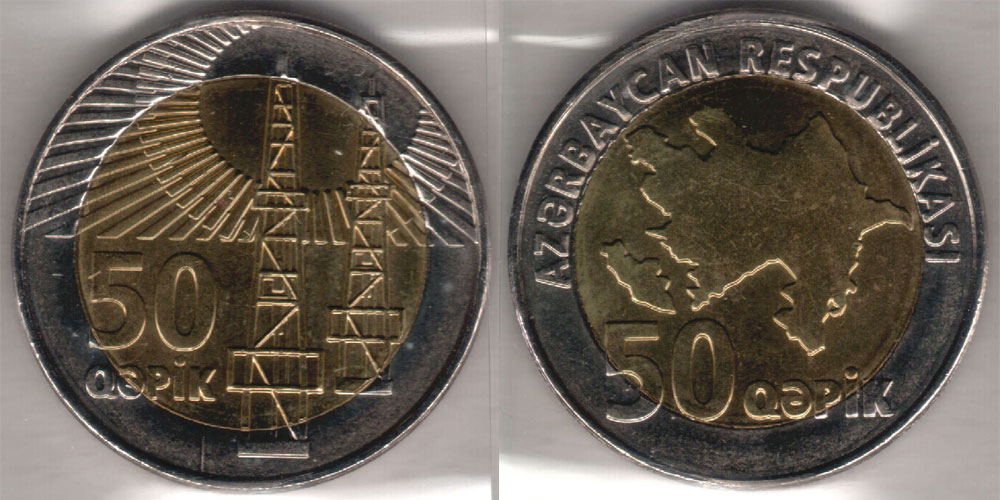
50 qepik.

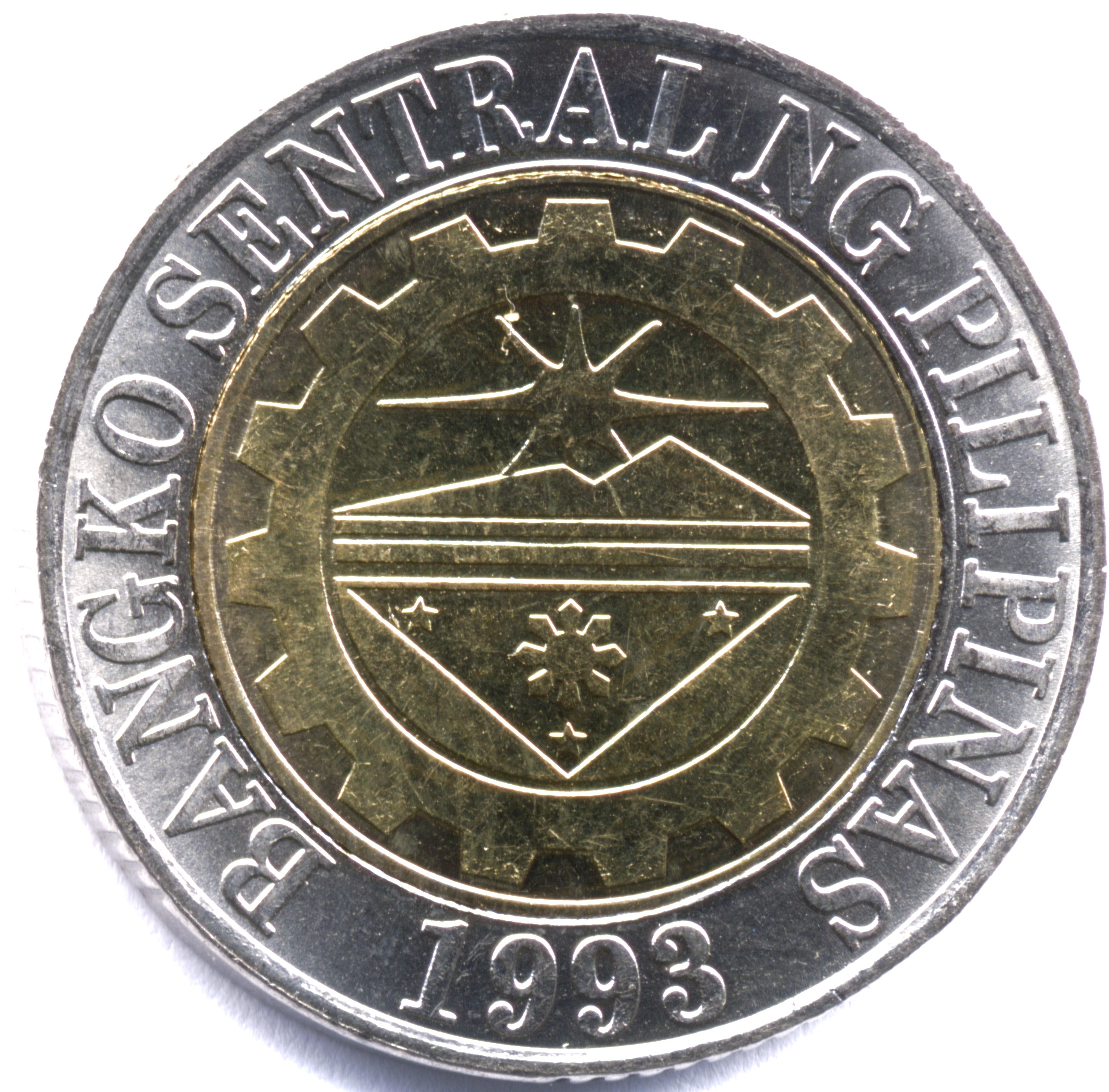
10 pesos philippins, revers.
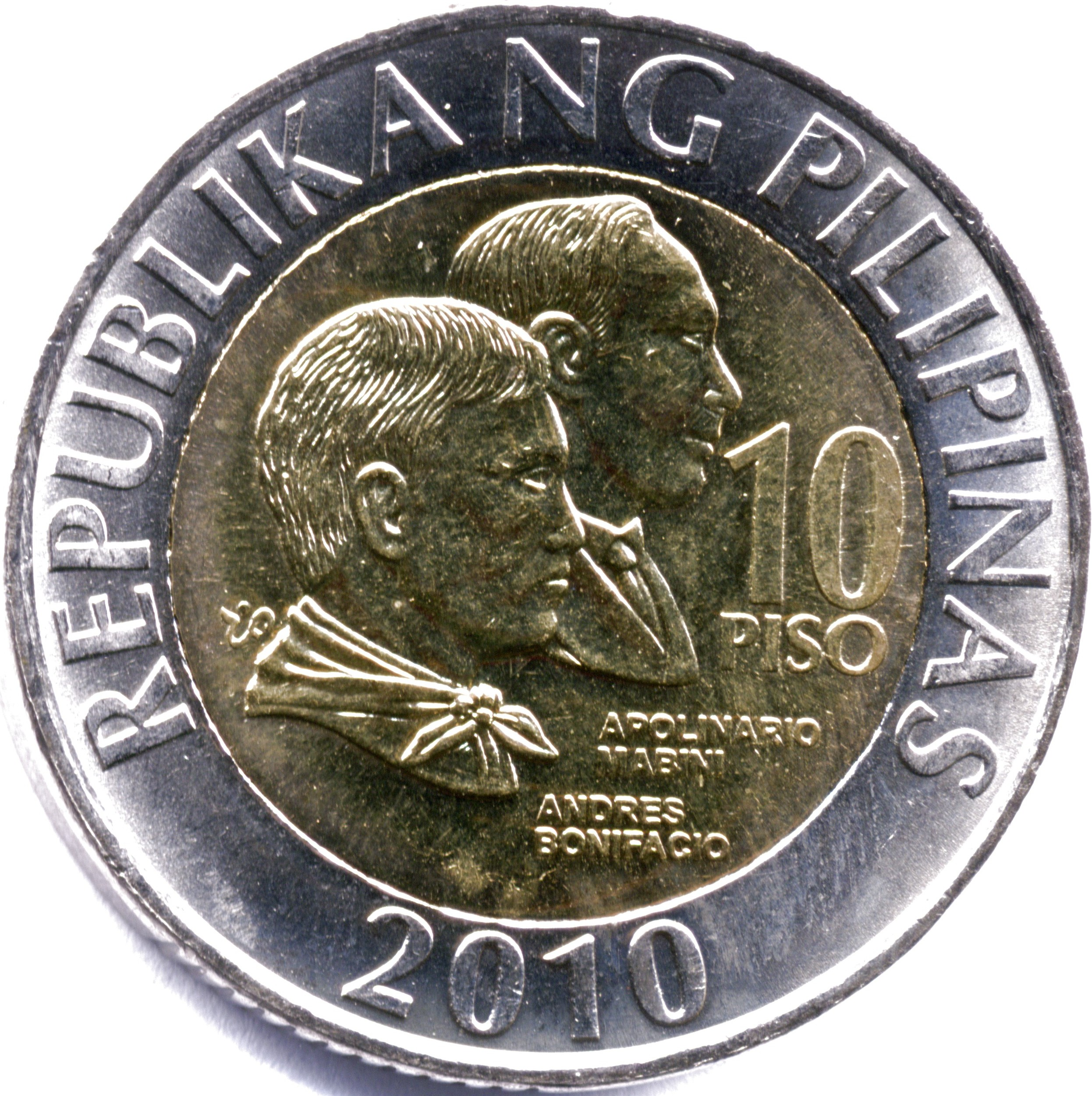
10 pesos philippins, avers.
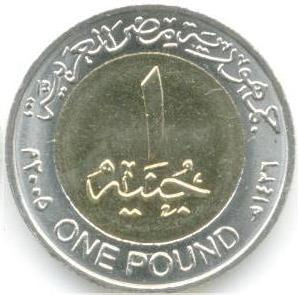
1 livre égyptienne, revers.
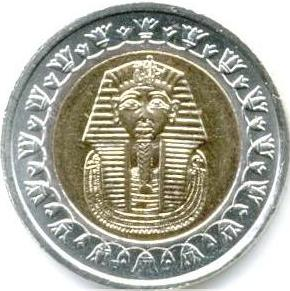
1 livre égyptienne, avers.

## Compléments